# Melody Klaver
Melody Zoë Klaver (Amsterdam, 9 september 1990) is een Nederlands actrice.

## Loopbaan
Klaver debuteerde als Zlata in de afstudeerfilm Mijn zusje Zlata (2003) van de NFTA. Ze speelde vervolgens de hoofdrol van het 14-jarige meisje Heleen in de film Diep. Ze werd hiervoor op het Nederlands Film Festival in Utrecht genomineerd voor een Gouden Kalf. Klaver was toen veertien jaar oud en daarmee de jongste genomineerde ooit voor een Gouden Kalf. De prijs werd uiteindelijk gewonnen door Carice van Houten voor Zwartboek. Voor haar rol in Diep kreeg Klaver later wel de Tudor Award voor de beste buitenlandse actrice op het filmfestival van Genève.
Na het debuut in Diep had ze snel een volgende rol in een speelfilm te pakken gekregen. Ze speelde Kiki in het arthousedrama Langer licht.
In 2006 was Klaver te zien als Debby in de film Afblijven. Voor deze rol - die haar doorbraak betekende bij het grote publiek - kreeg ze een nominatie voor een Rembrandt Awards. De film won Platina. Ook speelde zij hoofdrollen in de NFTA-afstudeerfilm Rollercoaster (2006) en de 11-delige jongerenserie Roes (2008).
Eind 2008 was ze te zien in de film Oorlogswinter van Martin Koolhoven. Ze speelde hierin de rol van Erica van Beusekom, Michiels oudere zus, die verpleegster is. Ze won hiermee een Rembrandt Award. De film won platina. Begin 2009 was ze als de steenrijke Pauline Bestevaer te zien in De hoofdprijs, een 12-delige dramaserie van SBS6.
In april 2010 ging de film Schemer van Hanro Smitsman in première, waar Klaver een hoofdrol in speelt. Ze was op 15 april 2012 te zien in de tv-serie Van God Los als Rochelle in de aflevering 'Bitchfight' van Mischa Kamp.
In juli 2014 studeerde ze af aan de acteursopleiding van de Toneelacademie in Maastricht. Op het International Theatreschool Festival in Amsterdam won ze de Kemna Award voor de beste en meest belovende afstuderende acteur/actrice van Nederland en België 2014, voor haar rol van Irina Arkadina in het toneelstuk De meeuw van Anton Tsjechov. 
In 2015 speelde ze een bijrol in de nieuwe Net5-serie Bagels & Bubbels en in 2016 vertolkte ze de rol van Kelly in de tweede romantische komedie van Sanne Vogel, Brasserie Valentijn. Begin 2016 toerde Klaver met een toneelproductie van Bos Theaterproducties door het land en had ze opnamen voor de films Silk Road van Mark de Cloe, Hoe het zo kwam dat de Ramenlapper hoogtevrees kreeg van Eva Zanen (One Night Stand, 2016) en de Engelstalige kortfilm To Catch a Fly van Sanne Kortooms (2017) waarin ze de hoofdrol van de Hongaarse Daniëlla vertolkt. In de speelfilm Rafaël vertolkt zij eveneens de vrouwelijke hoofdrol. In de telefilm Herman vermoordt mensen uit 2021 speelt zij een grote rol als Kim.

## Privé
Melody is het jongste zusje van actrices Kimberley en Stephanie Klaver. Ze had een relatie met de militair Timo Smeehuijzen, die op 15 juni 2007 in Uruzgan (Afghanistan) om het leven kwam door een zelfmoordaanslag.
Ze is verloofd met haar huidige partner. In 2024 werd ze moeder van een zoon.

## Filmografie

### Film
- Diep (2005) - Heleen
- Langer licht (2006) - Kiki
- Afblijven (2006) - Debby
- Doors (korte film, 2007) - The girl
- Oorlogswinter (2008) - Erica
- Life is beautiful (korte film, 2009) - Girl
- Schemer (2010) - Frauk
- Verre Vrienden (One Night Stand, 2011) - Felicity
- De overgave (2014)
- Brasserie Valentijn (2016) - Kelly
- Hoe het zo kwam dat de Ramenlapper hoogtevrees kreeg (One Night Stand, 2016) - Jenny
- Silk Road (2017) - Agnes
- To Catch a Fly (korte film, 2017) - Daniëlla Fehér
- Bella Donna's (2017) - Bella
- Het hart van Hadiah Tromp (telefilm, 2018) - Denise Wolf
- Gewoon vrienden (telefilm, 2018) - Moon
- Rafaël (2018)  Kimmy Khedira-de Jong[4]
- Herman vermoordt mensen (Telefilm, 2021) - Kim
- Een moord kost meer levens (2023) - Brigit

### Televisie
- De Daltons, de jongensjaren (2007)
- Roes (2008) - Rosanne
- De hoofdprijs (2009) - Pauline Bestevaer
- De co-assistent (2009) - Maaike Broers / Sanne Donker
- Flikken Maastricht (2010) - Nine
- De Pelgrimscode (2010) Kandidaat
- Van God Los (2012) - Rochelle Reesema
- Bagels & Bubbels (2015) - Shelly
- Flikken Maastricht (2018) - Merel
- Ik weet wie je bent (2018) - Charlie Meurs
- De gevaarlijkste wegen van de wereld (2020) - Deelneemster
- Thuisfront (2021) - Sandrine "San" Feitsema
- Het gouden uur (2022) - Janne
- Incognito (2023) - Lize Berg "Samantha"
- Arcadia (2023 & 2025) - Alex Jans
- Zussen (televisieserie) (2024) Faya
- Ik hou van Holland (2024) - Deelneemster
- Judas (2022) - Victoria

## Prijzen
Voor de film Diep kreeg Klaver een nominatie voor een Gouden Kalf.
In 2019 kreeg Klaver een Gouden Kalf als beste actrice voor haar rol in Rafaël.